# 千早 (福岡市)

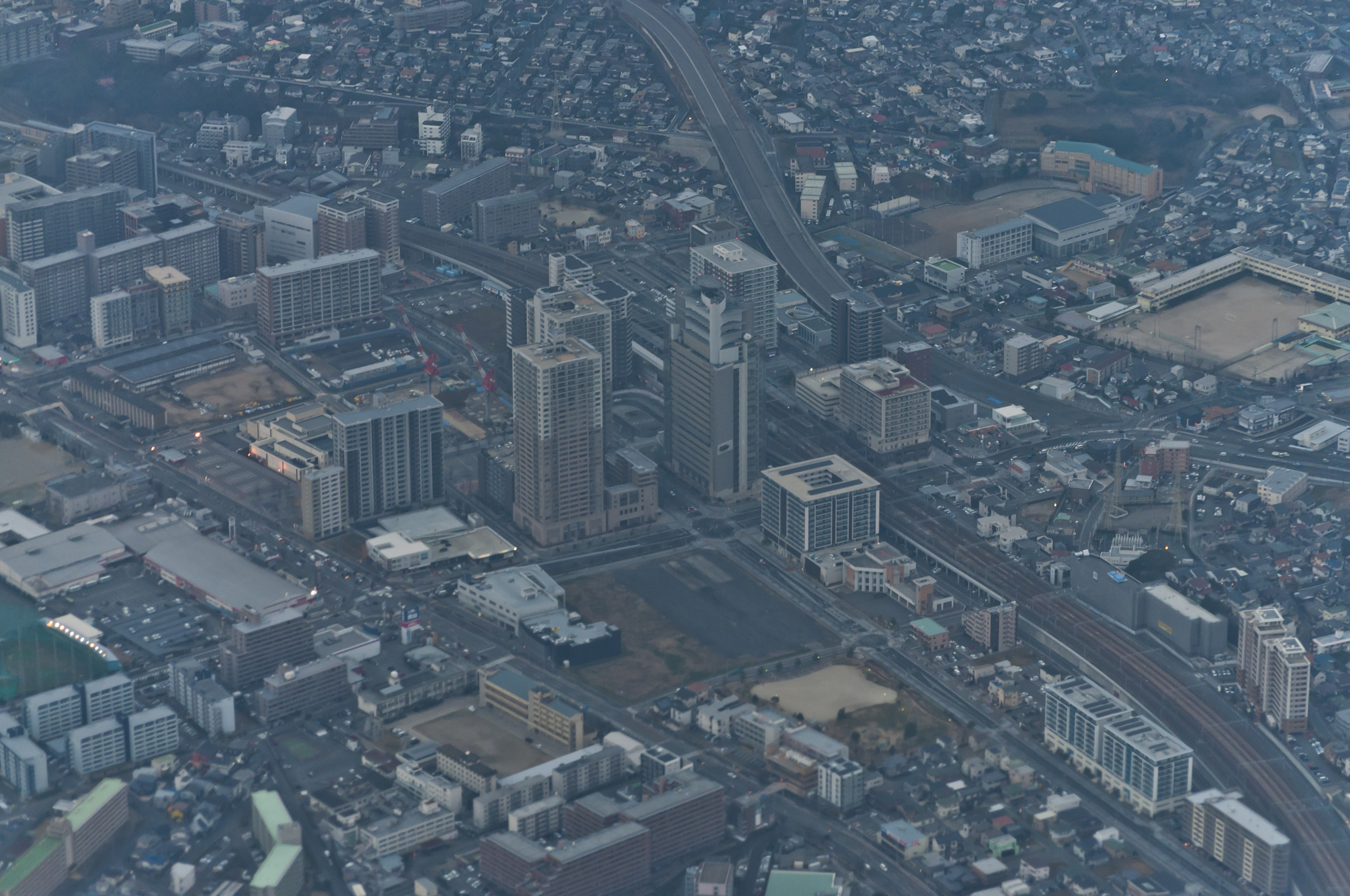
千早駅周辺の空撮画像

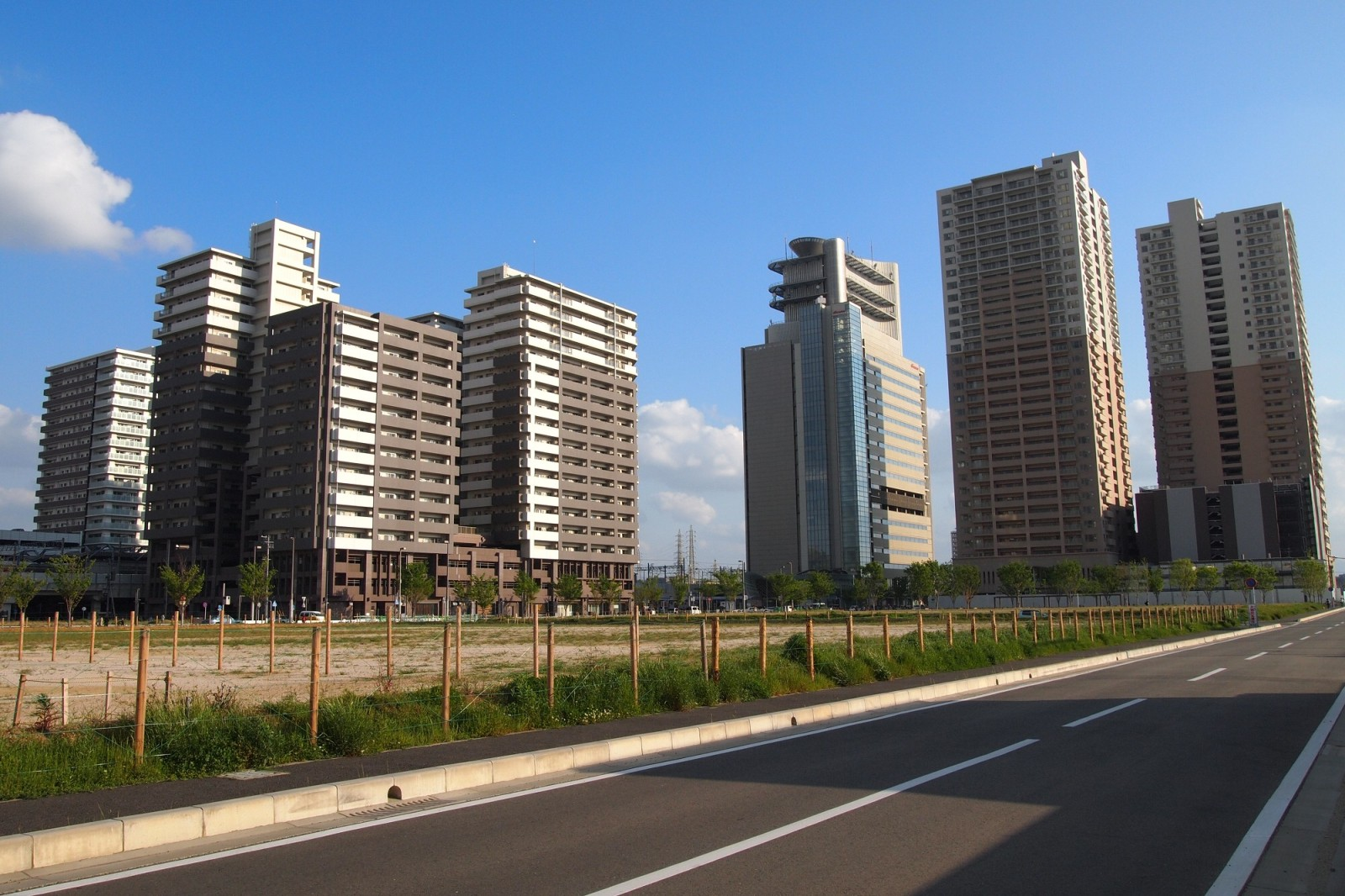
地上から

千早（ちはや）は、福岡県福岡市東区の地名。現行の行政地名では千早一丁目から千早六丁目まで。2021年5月末現在の人口は17,338人。郵便番号は813-0044。

## 地理
東区の中央部に近いおおむね平坦な町域を持つ。北に香椎、南に名島が隣接し、福岡高速道路（福岡都市高速）1号線と九州旅客鉄道（JR九州）鹿児島本線の間に広がる。広義の香椎地域に含まれることが多い。主に住宅地として利用されるが、旧香椎操車場跡地とその周辺の再開発（香椎副都心土地区画整理事業）が進み、商業施設や高層建造物の立地も増加してきている。

## 歴史
博多湾東部の香椎潟水面を埋め立て生成した土地に1941年（昭和16年）に糟屋郡多々良村大字千早が新設されたのが始まりとなる。1950年（昭和25年）に町制施行により多々良町となり、1955年（昭和30年）に福岡市へ編入。1970年（昭和45年）に香椎団地が、1980年（昭和55年）に周辺と併せての再編に伴い千早一丁目〜六丁目と名島一丁目〜五丁目がそれぞれ分立。大字千早の残存部は1982年（昭和57年）に香椎浜一丁目〜四丁目となり消滅した。現在の千早一丁目〜六丁目は旧大字千早の他、御幸町・名島・香椎・松崎から再編されて成立している。

## 人口
千早一丁目から千早六丁目までを合わせた人口の推移を福岡市の住民基本台帳（公称町別）に基づき示す（単位：人）。集計時点は各年9月末現在である。
- 2001年（平成13年）：9,833
- 2002年（平成14年）：9,853
- 2003年（平成15年）：9,777
- 2004年（平成16年）：9,581
- 2005年（平成17年）：9,719
- 2006年（平成18年）：10,582
- 2007年（平成19年）：11,717
- 2008年（平成20年）：12,268
- 2009年（平成21年）：12,247
- 2010年（平成22年）：12,644
- 2011年（平成23年）：13,202
- 2012年（平成24年）：14,174
- 2013年（平成25年）：14,586
- 2014年（平成26年）：14,980
- 2015年（平成27年）：15,300
- 2016年（平成28年）：15,446
- 2017年（平成29年）：15,692
- 2018年（平成30年）：16,173
- 2019年（令和元年）：16,413
- 2020年（令和2年）：16,686

## 交通

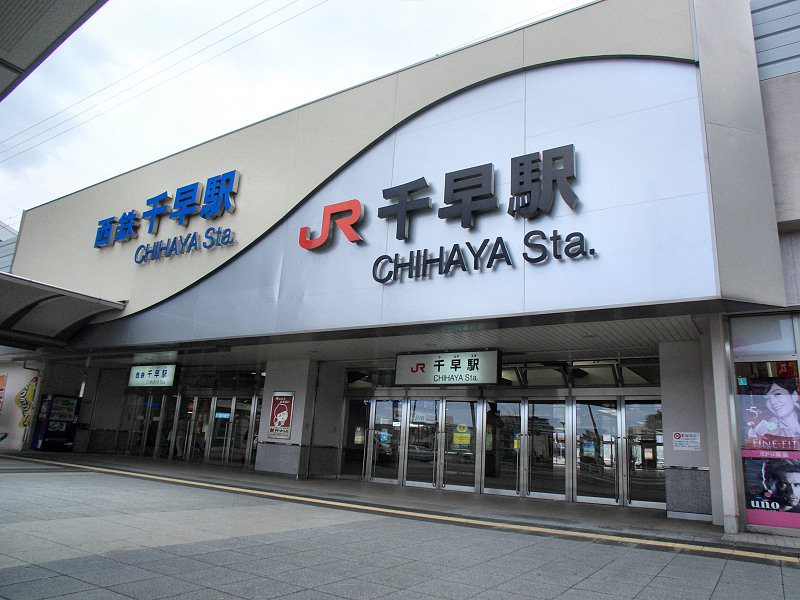
千早駅・西鉄千早駅

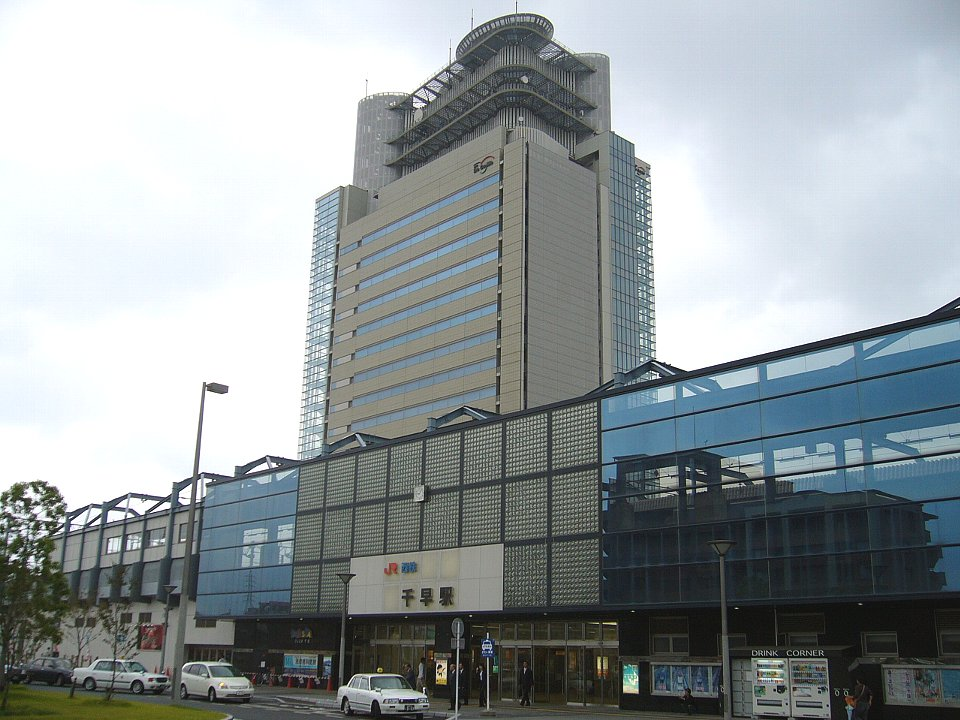
千早駅東口 背景はDoCoMo九州福岡新ビル

### 鉄道
- JR九州鹿児島本線: 千早駅
- 西日本鉄道（西鉄）貝塚線: 西鉄千早駅 - 香椎宮前駅

### バス
- 西鉄バス

### 道路
- 国道3号
- 福岡都市高速1号線: 香椎浜出入口

## 施設

### 行政・公共
- 九州運輸局福岡運輸支局自動車検査場（千早三丁目）
- 香椎税務署（千早六丁目）
- 福岡県立福岡高等技術専門校（千早四丁目）
- 福岡県警察第一機動隊（千早二丁目）
- 福岡市消防局東消防署（千早四丁目）
- 千早公園（千早二丁目）

### 教育
- 福岡市立香椎第１中学校（千早三丁目）
- 福岡市立千早小学校（千早三丁目）

### 医療
- 国家公務員共済組合連合会千早病院（千早二丁目）
- 福岡輝栄会病院（千早四丁目）

### 商業
- マックスバリュ（千早二丁目）
- ガーデンズ千早（千早三丁目）
- ヤマダ電機（千早五丁目）
- ベスト電器（千早五丁目）
- 遠賀信用金庫福岡東支店（千早五丁目）
- NTTDoCoMo香椎ビル

### 郵便局
- 福岡千早郵便局（千早四丁目）
- 香椎御幸郵便局（千早五丁目）